# Kjerulføya
Kjerulføya, toponyme norvégien signifiant littéralement en français « Île Kjerulf », est une île de Norvège située dans l'archipel du Svalbard. Elle est nommée en l'honneur du géologue norvégien Theodor Kjerulf (en) (1825–1888). 

## Description
Kjerulføya se trouve au nord-est de l'île Nordaustlandet, à environ trois kilomètres de la côte, entre les îles Boeckøya (no), située à un kilomètre au sud-ouest, et Danielssenøya (no), située à 2,5 km à l'est.
Elle est incluse dans la réserve naturelle de Nordaust-Svalbard.